# Håkon Skaanes
Håkon Skaanes (* 1. September 1999) ist ein norwegischer Skilangläufer.

## Werdegang
Skaanes, der für den Strindheim IL startet, wurde im Jahr 2017 norwegischer Juniorenmeister im Sprint und gewann bei den Nordischen Junioren-Skiweltmeisterschaften 2019 in Lahti die Bronzemedaille im Sprint. Zudem kam er dort auf den 32. Platz im 30-km-Massenstartrennen, auf den 28. Rang über 10 km Freistil und auf den vierten Platz mit der Staffel. Sein erstes Rennen im Scandinavian-Cup absolvierte er im Dezember 2019 in Vuokatti, welches er auf dem 11. Platz im Sprint beendete. Bei den U23-Skiweltmeisterschaften 2021 in Vuokatti errang er den 13. Platz im Sprint. Nach Platz 13 beim FIS-Rennen in Gålå im Sprint zu Beginn der Saison 2021/22, startete er in Lillehammer erstmals im Weltcup und holte dabei mit dem 19. Platz im Sprint seine ersten Weltcuppunkte. In der folgenden Woche erreichte er in Beitostølen mit dem dritten Platz im Sprint seine erste Podestplatzierung im Scandinavian-Cup. Bei den U23-Skiweltmeisterschaften 2022 in Lygna wurde er Achter im Sprint.